# Felipe III de Francia
Felipe III (Poissy, 1 de mayo de 1245-Perpiñán, 5 de octubre de 1285), llamado el Atrevido (en francés: le Hardi), fue rey de Francia desde 1270 hasta su muerte en 1285. Su padre, Luis IX, murió en Túnez durante la octava cruzada. Felipe, que le acompañaba, regresó a Francia y fue ungido rey en Reims en 1271.
Heredó numerosas tierras durante su reinado, la más notable de estas fue el Condado de Tolosa, la que volvió al dominio real en 1271, y continuó en gran medida las políticas de su padre. Mediante el Tratado de Orleans, expandió la influencia francesa hacia el Reino de Navarra, y tras la muerte de su hermano Pedro durante las Vísperas sicilianas, el Condado de Alenzón retornó a las tierras de la corona.
Tras las vísperas, Felipe comandó la Cruzada contra la Corona de Aragón en apoyo de su tío, Carlos I de Nápoles. Con su ejército atormentado por las enfermedades, se vio obligado a retirarse y murió de disentería en Perpiñán en 1285. En consecuencia, su hijo Felipe IV le sucedió.

## Primeros años
Felipe nació en Poissy el 1 de mayo de 1245, el segundo hijo del rey Luis IX de Francia y Margarita de Provenza. Al ser el descendiente más joven, no tenía pensado gobernar Francia, sin embargo, con la muerte de su hermano mayor Luis en 1260, se convirtió en el heredero natural al trono.
Su madre Margarita le hizo prometer que permanecería bajo su tutela hasta los treinta años. Sin embargo, el Papa Urbano IV lo liberó de este juramento el 6 de junio de 1263. A partir de ese momento, Pierre de la Broce, un favorito real y funcionario doméstico de Luis IX, se convirtió en el mentor de Felipe. Su padre además le brindó consejos y escribió para él los Enseignements, que inculcaban la noción de justicia como primer deber de un rey.
Acorde a los términos del Tratado de Corbeil, concluido el 11 de marzo de 1258 entre Luis IX y Jaime I de Aragón, Felipe contrajo matrimonio en 1262 con Isabel de Aragón en Clermont por el arzobispo de Ruan, Eudes Rigaud.

## Cruzada

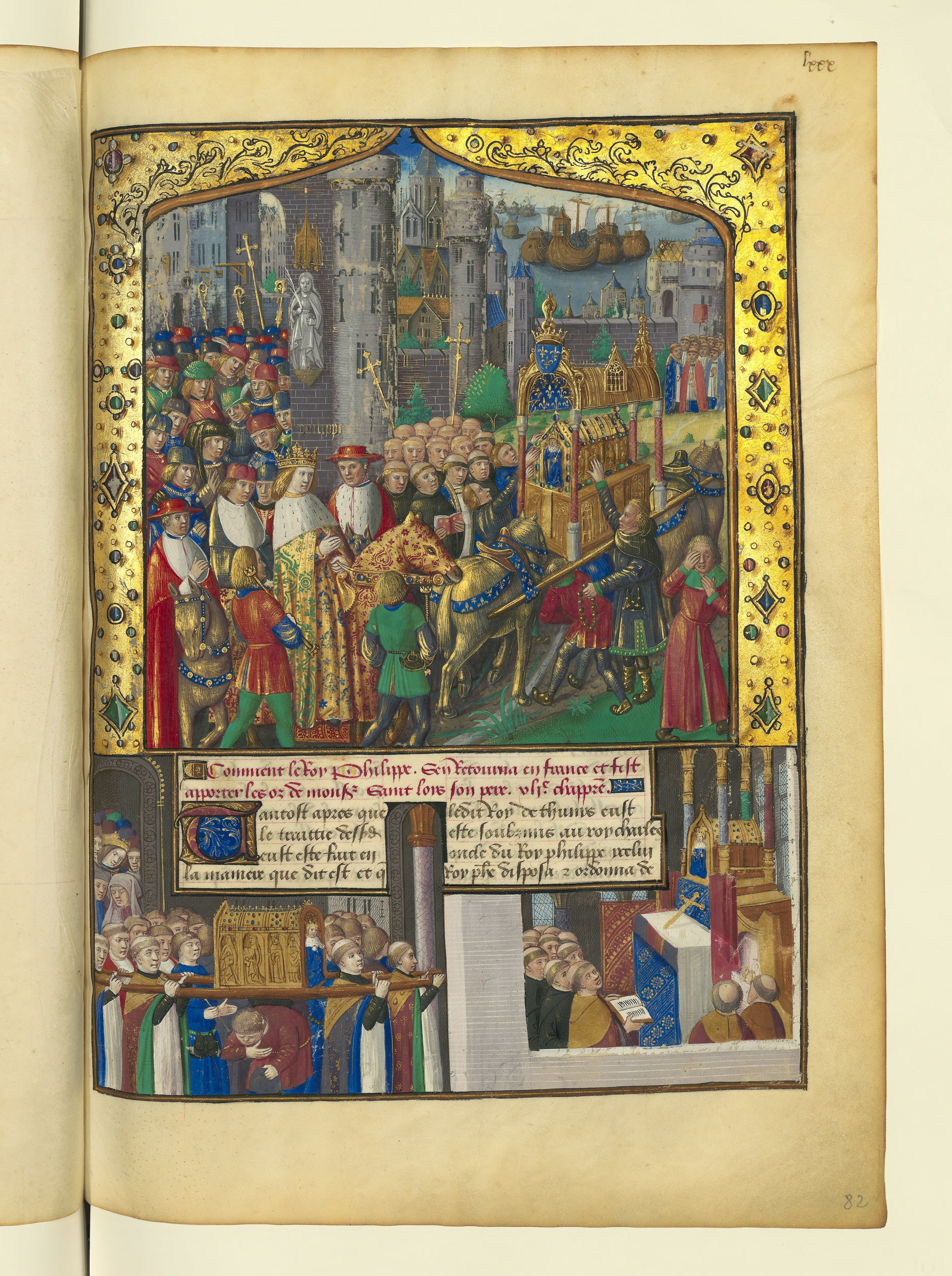
Felipe (a caballo) hace que los restos de su padre sean devueltos a Francia. Manuscrito ilustrado de finales del siglo.

Como conde de Orleans, acompañó en 1270 a su padre a Túnez para librar la octava cruzada. Poco antes de su partida, Luis IX había entregado la regencia del reino a Mateo de Vendôme y Simón II, conde de Clermont, a quienes también confió el sello real. Después de tomar Cartago, el ejército se vio afectado por una epidemia de disentería, que no perdonó ni a Felipe ni a su familia. El 3 de agosto, su hermano Juan Tristán, conde de Valois murió primero, y el 25 de agosto falleció el rey. Para evitar la putrefacción de sus restos, se decidió realizar un proceso conocido como Mos Teutonicus para extraer la carne de los huesos y hacer factible su transporte.
Con veinticinco años y enfermo de disentería, Felipe fue proclamado rey en Túnez. Su tío Carlos I de Nápoles negoció con Muhammad I al-Mustansir, califa Hafsi de Túnez, y en consecuencia, el 5 de noviembre de 1270 se firmó un tratado entre los reyes de Francia, Sicilia y Navarra y el califa de Túnez.
A esta debacle le siguieron otras muertes. El rey Teobaldo II de Navarra, cuñado de Felipe, murió en diciembre en Trapani, Sicilia. Seguidamente falleció la esposa de Felipe, Isabela, quien cayó de un caballo en Cozenza (Calabria) mientras estaba embarazada de su quinto hijo. En abril, la viuda de Teobaldo y la hermana de Felipe, Isabela, también murió.
Felipe III llegó a París el 21 de mayo de 1271 y rindió homenaje a los fallecidos, y al día siguiente asistió al funeral de su padre. El 15 de agosto de 1271, el nuevo soberano fue coronado rey de Francia en Reims.

## Reinado
Felipe mantuvo la mayoría de las políticas domésticas de su padre, y siguió los pasos de este último respecto a los judíos en Francia, alegando la piedad como su motivación- Además, a su regreso en París el 23 de septiembre de 1271, repitió la orden de su antecesor de que estos llevaran distintivos. Su estatuto en 1283 prohibió la construcción y reparación de sinagogas y cementerios judíos, vetó a estos emplear a cristianos y trató de restringir el strepiti judío (cántico demasiado alto).
El 21 de agosto de 1271, su tío Alfonso, conde de Poitiers y Toulouse, murió sin hijos en Savona, y en consecuencia, Felipe heredó las tierras del fallecido y las unió al dominio real. Esta herencia incluyó una parte de Auvernia, más tarde el Condado homónimo y Agenais. De acuerdo con los deseos de Alfonso, Felipe concedió el Condado Venaissin al Papa Gregorio X en 1274. Varios años más tarde, debido al Tratado de Amiens de 1279 con el rey Eduardo I de Inglaterra, Agenais volvió al dominio inglés.
El 19 de septiembre de 1271 ordenó al senescal de Toulouse que registrara los juramentos de lealtad de los nobles y los ayuntamientos. Al año siguiente, Roger Bernardo III de Foix invadió el Condado de Toulouse, asesinó a varios oficiales reales y capturó la ciudad de Sombuy. El senescal real de Felipe, Eustaquio de Beaumarchais, dirigió un contraataque en el Condado de Foix, hasta que el rey le ordenó retirarse. Este último y su ejército llegaron a Toulouse el 25 de mayo de 1272, y el 1 de junio en Boulbonne se encontraron con Jaime I de Aragón, quien intentó mediar en el asunto, pero Roger Bernardo lo rechazó. En consecuencia, Felipe procedió a realizar una campaña para devastar y despoblar el Condado de Foix. Finalmente, el 5 de junio, Roger Bernardo se rindió, por lo que fue encarcelado y encadenado en Carcasona durante un año. Tiempo después, Felipe lo liberó y restauró sus tierras.

## Tratado con Navarra
Tras la muerte del rey Enrique I de Navarra en 1274, Alfonso X de Castilla intentó ganar la corona de Navarra de manos de la heredera de Enrique, Juana. Mientras que Fernando de la Cerda, el hijo de Alfonso X, llegaba a Viana con su ejército, su padre buscaba la aprobación papal para un matrimonio entre uno de sus nietos y Juana. La viuda de Enrique, Blanca de Artois, también estaba recibiendo propuestas de matrimonio para Juana de Inglaterra y Aragón. Ante un ejército invasor y propuestas extranjeras, Blanca buscó la ayuda de su primo Felipe, quien vio una ganancia territorial, mientras que Juana tendría la ayuda militar para proteger su reino. En consecuencia, Blanca y Felipe firmaron el Tratado de Orleans de 1275, que dispuso el matrimonio entre un hijo del rey francés (Luis o Felipe) y Juana. Dicho tratado indicaba que Navarra sería administrada desde París por gobernadores designados. En mayo de 1276, los gobernadores franceses viajaron por Navarra con el objetivo de recoger juramentos de lealtad a la joven reina. El pueblo navarro, descontento con el tratado profrancés y los gobernadores franceses, formó dos facciones rebeldes, una procastellana y la otra proaragonesa.

### Revuelta navarra
Ante la rebelión abierta, Felipe envió a Pamplona a Roberto II de Artois con un ejército en septiembre de 1276. El rey llegó a Bearne en noviembre de 1276 con otro ejército, momento en el que Roberto había pacificado la situación y obtenido juramentos de homenaje de los nobles y castellanos navarros. A pesar de que la revuelta se apaciguó rápidamente, no fue hasta la primavera de 1277 cuando los reinos de Castilla y Aragón renunciaron a sus intenciones matrimoniales.

## Vísperas sicilianas
En 1282, el rey Pedro III de Aragón invadió Sicilia, lo que provocó la rebelión de las Vísperas sicilianas contra el rey Carlos I de Nápoles, tío de Felipe. El éxito de la rebelión y la invasión llevó a la coronación de Pedro como rey de Sicilia el 4 de septiembre de 1282. El Papa Martín IV excomulgó a este último y declaró a su reino como perdido, y en consecuencia, este concedió Aragón al hijo de Felipe, Carlos de Valois. El hermano de Felipe, Pedro de Perche, quien se había unido a Carlos para reprimir la rebelión, fue asesinado en Regio de Calabria, y en consecuencia, al morir sin descendencia, el Condado de Alenzón volvió al dominio real en 1286.

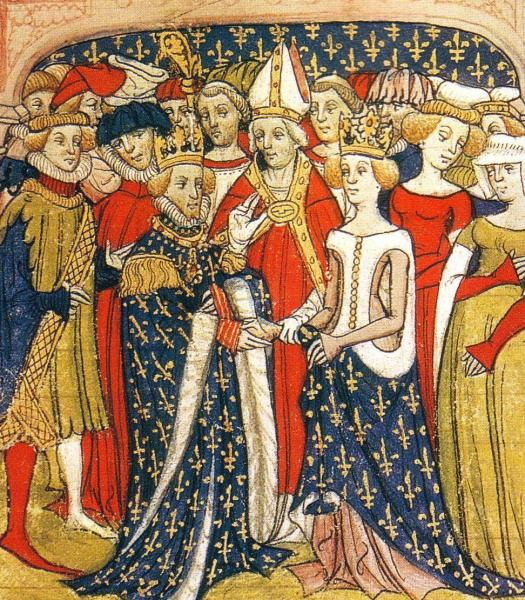
Matrimonio de Felipe y María de Brabante.

### Cruzada aragonesa
A instancias de su esposa María de Brabante y de su tío Carlos de Nápoles, Felipe inició una guerra contra el Reino de Aragón. El conflicto tomó el nombre de «Cruzada aragonesa» por su sanción papal; sin embargo, un historiador lo calificó como «quizás la iniciativa más injusta, innecesaria y calamitosa jamás emprendida por la monarquía de los Capetos». Acompañado de sus hijos, Felipe entró en el Rosellón al frente de un gran ejército. El 26 de junio de 1285, había atrincherado a su ejército ante Gerona y sitió la ciudad, y finalmente, a pesar de la fuerte resistencia, la tomó el 7 de septiembre de 1285.

### Muerte
Felipe experimentó rápidamente una reversión, ya que una epidemia de disentería golpeó el campo francés y afligió al rey personalmente. El 1 de octubre, los franceses iniciaron una retirada cuando los aragoneses atacaron y derrotaron fácilmente a los primeros en la batalla del Col de Panissars. Felipe murió de disentería en Perpiñán el 5 de octubre de 1285, y en consecuencia, su hijo, Felipe el Hermoso, lo sucedió como rey de Francia. Siguiendo la costumbre Mos Teutonicus, su cuerpo fue dividido en varias partes, cada una enterrada en diferentes lugares; la carne fue enviada a la Catedral de Narbona, las entrañas a la Abadía de La Noë en Normandía, su corazón a la ahora demolida Iglesia del Couvent des Jacobins en París y sus huesos a la basílica de Saint-Denis, en ese momento al norte de dicha ciudad.

## Matrimonio e hijos
El 28 de mayo de 1262, Felipe se casó con Isabel, hija del rey Jaime I de Aragón y su segunda esposa Violante de Hungría. Tuvieron los siguientes hijos:
1. Luis (1264-mayo de 1276).[53]
2. Felipe IV de Francia (1268-29 de noviembre de 1314), su sucesor, se casó con Juana I de Navarra.[54]
3. Roberto (1269-1271).[55]
4. Carlos de Valois (12 de marzo de 1270-16 de diciembre de 1325),[56] conde de Valois desde 1284, casado con Margarita de Anjou en 1290, con Catalina I de Courtenay en 1302 y por último con Mahaut de Châtillon en 1308.
5. Hijo mortinato (1271).[57]

Después de la muerte de la reina Isabel, se casó el 21 de agosto de 1274 con María, hija del difunto Enrique III, duque de Brabante, y de Adelaida de Borgoña, duquesa de Brabante. Sus hijos fueron:
1. Luis de Évreux (mayo de 1276-19 de mayo de 1319), conde de Évreux desde 1298,[56] se casó con Margarita de Artois.[59]
2. Blanca de Francia, duquesa de Austria (1278-19 de marzo de 1305, Viena), se casó con el duque, futuro rey Rodolfo I de Bohemia y Polonia, el 25 de mayo de 1300.[59]
3. Margarita de Francia, reina de Inglaterra (1282-14 de febrero de 1318), se casó con el rey Eduardo I de Inglaterra el 8 de septiembre de 1299.[60]

## Legado
Durante el reinado de Felipe, el dominio real se expandió, adquiriendo el Condado de Guînes en 1281, el Condado de Toulouse en 1271, el Condado de Alenzón en 1286, el Ducado de Auvernia en 1271, y mediante el matrimonio de su hijo Felipe, el Reino de Navarra. Continuó en gran medida las políticas de su padre y dejó a sus administradores en su lugar. Su intento de conquistar Aragón casi llevó a la bancarrota a la monarquía francesa, lo que provocó desafíos financieros para su sucesor.

## Comentario de Dante
En la Divina comedia, Dante Alighieri imagina el espíritu de Felipe fuera de las puertas del Purgatorio con otros gobernantes europeos contemporáneos. Aunque no lo nombra directamente, se refiere a él como «el de nariz pequeña» y «el padre de la Plaga de Francia», una referencia al rey Felipe IV de Francia.